# Portugal op de Olympische Zomerspelen 2012
Portugal nam deel aan de Olympische Zomerspelen 2012 in Londen, Verenigd Koninkrijk.

## Medailleoverzicht
| Sport     | Olympiër                       | Onderdeel     | Medaille |
| --------- | ------------------------------ | ------------- | -------- |
| Kanovaren | Fernando Pimenta Emanuel Silva | K-2 1000m (m) | Zilver   |

## Deelnemers en resultaten
(m) = mannen, (v) = vrouwen

### Atletiek
| Olympiër             | Onderdeel                | Resultaat | Prestatie                                               |
| -------------------- | ------------------------ | --------- | ------------------------------------------------------- |
| Arnaldo Abrantes     | 200m (m)                 | 39e       | serie 7: 5de in 20,88                                   |
| João Almeida         | 110m horden (m)          | 32e       | serie 2: 6de in 13,69                                   |
| Jorge Paula          | 400m horden (m)          | 41e       | serie 4: 8ste in 51,40                                  |
| Luis Feiteira        | marathon (m)             | 48e       | 2:19.40                                                 |
| Rui Pedro Silva      | marathon (m)             | DNF       | niet gefinisht                                          |
| João Vieira          | 20km snelwandelen (m)    | 11e       | 1:20.41                                                 |
| Pedro Isidro         | 50km snelwandelen (m)    | 40e       | 3:58.59                                                 |
| João Vieira          | 50km snelwandelen (m)    | DNF       | niet gefinisht                                          |
| Marcos Chuva         | verspringen (m)          | 28e       | kwalificatie groep B: 14de met 7,55m                    |
| Edi Maia             | polsstokhoogspringen (m) | 24e       | kwalificatie groep A: 11de met 5,20m                    |
| Marco Fortes         | kogelstoten (m)          | 15e       | kwalificatie groep A: 9de met 20,06m                    |
|                      |                          |           |                                                         |
| Sara Moreira         | 5000m (v)                | 39e       | serie 1: niet gestart                                   |
| Sara Moreira         | 10000m (v)               | 14e       | 31.16,44                                                |
| Vera Barbosa         | 400m horden (v)          | 20e       | serie 3: 3de in 55,22 (NR) halve finale 1: 6de in 56,27 |
| Clarisse Cruz        | 3000m steeplechase (v)   | 10e       | serie 2: 5de in 9.30,06 finale: 10de in 9.32,44         |
| Jéssica Augusto      | marathon (v)             | 7e        | 2:25.11                                                 |
| Marisa Barros        | marathon (v)             | 13e       | 2:26.13                                                 |
| Ana Dulce Félix      | marathon (v)             | 21e       | 2:28.12                                                 |
| Ana Cabecinha        | 20km snelwandelen (v)    | 9e        | 1:28.03                                                 |
| Inês Henriques       | 20km snelwandelen (v)    | 15e       | 1:29.54                                                 |
| Vera Santos          | 20km snelwandelen (v)    | 49e       | 1:35.51                                                 |
| Patrícia Mamona      | hink-stap-springen (v)   | 13e       | kwalificatie groep B: 6de met 14,11m                    |
| Maria Leonor Tavares | polsstokhoogspringen (v) | 31e       | kwalificatie groep A: 19de met 4,10m                    |
| Irina Rodrigues      | discuswerpen (v)         | 32e       | kwalificatie groep B: 16de met 57,23m                   |
| Irina Rodrigues      | kogelslingeren (v)       | 32e       | kwalificatie groep B: 16de met 57,23m                   |

### Badminton
| Olympiër      | Onderdeel     | Resultaat | Prestatie                                                                                 |
| ------------- | ------------- | --------- | ----------------------------------------------------------------------------------------- |
| Pedro Martins | enkelspel (m) | 17e       | groep G: 2de V van DEN Gade: 0-2 (14-21, 8-21)                                            |
|               |               |           |                                                                                           |
| Pedro Martins | enkelspel (v) | 17e       | groep M: 2de W van SRI Jayasinghe: 2-0 (21-9, 21-11) V van THA Intanon: 0-2 (12-21, 6-21) |

### Gymnastiek
| Olympiër                    | Onderdeel                 | Resultaat  | Prestatie |
| Trampoline                  | Trampoline                | Trampoline | Trampoline |
| --------------------------- | ------------------------- | ---------- | --- |
| Diogo Ganchinho             | mannen                    | 15e        | kwalificatie: 15de met 61,440 punten |
|                             |                           |            | |
| Diogo Ganchinho             | vrouwen                   | 11e        | kwalificatie: 11de met 100,275 punten |
| Turnen                      |                           |            | |
| Manuel Campos               | individuele meerekamp (m) | 35e        | kwalificatie: 35ste vloer: 29ste met 14,166 punten sprong: 39ste met 14,200 punten brug: 25ste met 14,400 punten rekstok: 38ste met 13,200 punten paard voltige: 35ste met 12,500 punten totaal: 82,899 punten |
|                             |                           |            | |
| Zoi Mafalda Marques de Lima | individuele meerkamp (v)  | 53e        | kwalificatie: 53ste vloer: 57ste met 12,033 punten sprong: 40ste met 13,566 punten brug: 55ste met 11,766 punten balk: 40ste met 12,266 punten totaal: 49,631 punten                                           |

### Judo
| Olympiër       | Onderdeel | Resultaat | Prestatie                                              |
| -------------- | --------- | --------- | ------------------------------------------------------ |
| João Pina      | -73kg (m) | 16e       | 1ste ronde: vrij 2de ronde: V van UKR Soroka: waza-ari |
|                |           |           |                                                        |
| Joana Ramos    | -52kg (v) | 9e        | 1ste ronde: vrij 2de ronde: V van FRA van Gneto: ippon |
| Telma Monteiro | -57kg (v) | 16e       | 1ste ronde: V van USA Malloy: koka                     |
| Yahima Ramirez | -79kg (v) | 17e       | 1ste ronde: V van GBR Gibbons: waza-ari                |

### Kanovaren
| Olympiër                                                        | Onderdeel     | Resultaat | Prestatie                                                                          |
| --------------------------------------------------------------- | ------------- | --------- | ---------------------------------------------------------------------------------- |
| Fernando Pimenta Emanuel Silva                                  | K-2 200m (m)  | DNS       | serie 1: niet gestart                                                              |
| Fernando Pimenta Emanuel Silva                                  | K-2 1000m (m) | Zilver    | serie 2: 2de in 3.13,710 halve finale 2: 3de in 3.14,017 finale: 2de in 3.09,699   |
|                                                                 |               |           |                                                                                    |
| Teresa Portela                                                  | K-1 200m (v)  | 8e        | serie 3: 3de in 42,673 halve finale 3: 3de in 41,562 finale: 8ste in 46,549        |
| Teresa Portela                                                  | K-1 500m (v)  | 11e       | serie 3: 2de in 1.51,887 halve finale 3: 3de in 1.53,064 finale B: 3de in 1.53,597 |
| Beatriz Gomes Joana Vasconcelos                                 | K-2 500m (v)  | 6e        | serie 3: 2de in 1.44,660 halve finale 2: 3de in 1.43,305 finale: 6de in 1.44,924   |
| Beatriz Gomes Teresa Portela Helena Rodrigues Joana Vasconcelos | K-4 500m (v)  | 6e        | serie 2: 2de in 1.32,785 finale: 6de in 1.33,453                                   |

### Paardensport
| Olympiër         | Onderdeel   | Resultaat | Prestatie |
| Dressuur         | Dressuur    | Dressuur  | Dressuur |
| ---------------- | ----------- | --------- | --- |
| Gonçalo Carvalho | individueel | 16e       | Grand Prix: 22ste met 71,520% Grand Prix Special: 13de met 74,222% Grand Prix Freestyle: 16de met 77,607% |
| Springconcours   |             |           | |
| Luciana Diniz    | individueel | 16e       | kwalificatie: 26ste 1ste ronde: 60ste met 8 strafpunten 2de ronde: 1ste met 0 strafpunten 3de ronde: 8ste met 4 strafpunten totaal: 12 strafpunten finale: 17de 1ste ronde: 7de met 1 strafpunt 2de ronde: 17de met 9 strafpunten totaal: 10 strafpunten |

### Roeien
| Olympiër                | Onderdeel              | Resultaat | Prestatie                                                                     |
| ----------------------- | ---------------------- | --------- | ----------------------------------------------------------------------------- |
| Pedro Fraga Nuno Mendes | lichte dubbel-twee (m) | 5e        | serie 1: 2de in 6.37,91 halve finale 2: 3de in 6.37,99 finale: 5de in 6.44,80 |

### Schietsport
| Olympiër       | Onderdeel            | Resultaat | Prestatie                                                                          |
| -------------- | -------------------- | --------- | ---------------------------------------------------------------------------------- |
| João Costa     | 50m pistool (m)      | 9e        | kwalificatie: 9de met 559 punten (93-95-97-92-91-91)                               |
| João Costa     | 10m luchtpistool (m) | 7e        | kwalificatie: 8ste met 583 punten (97-97-99-98-96-96) finale: 7de met 682,3 punten |
|                |                      |           |                                                                                    |
| Joana Castelão | 25m pistool (v)      | 33e       | kwalificatie: 33ste met 571 punten (283-288)                                       |
| Joana Castelão | 10m luchtpistool (v) | 15e       | kwalificatie: 15de met 381 punten (95-98-96-92)                                    |

### Tafeltennis
| Olympiër                                    | Onderdeel     | Resultaat | Prestatie |
| ------------------------------------------- | ------------- | --------- | --- |
| Marcos Freitas                              | enkelspel (m) | 17e       | voorronde: vrij 1ste ronde: vrij 2de ronde: W van DOM Ju: 4-0 (11-6, 11-5, 12-10, 11-3) 3de ronde: V van KOR Oh: 0-4 (8-11, 6-11, 2-11, 8-11) |
| João Monteiro                               | enkelspel (m) | 33e       | voorronde: vrij 1ste ronde: vrij 2de ronde: V van AUS Henzell: 2-4 (11-2, 8-11, 9-11, 6-11, 12-10)                                            |
| Tiago Apolónia Marcos Freitas João Monteiro | team (m)      | 5e        | 1ste ronde: W van Groot-Brittannië: 3-0 kwartfinale: V van Zuid-Korea: 2-3                                                                    |
|                                             |               |           | |
| Lei Huang Mendes                            | enkelspel (v) | 49e       | voorronde: vrij 1ste ronde: V van THA Komwong: 3-4 (11-4, 11-3, 6-11, 14-12, 8-11, 2-11, 10-12)                                               |

### Triatlon
| Olympiër   | Onderdeel | Resultaat | Prestatie |
| ---------- | --------- | --------- | --------- |
| Bruno Pais | mannen    | 41e       | 1:51.22   |
| João Silva | mannen    | 8e        | 1:47.51   |

### Wielersport
| Olympiër        | Onderdeel        | Resultaat    | Prestatie    |
| Mountainbike    | Mountainbike     | Mountainbike | Mountainbike |
| --------------- | ---------------- | ------------ | ------------ |
| David Rosa      | mannen           | 23e          | 1:33.50      |
| Weg             |                  |              |              |
| Nelson Oliveira | tijdrit (m)      | 18e          | 54.41,57     |
| Manuel Cardoso  | wegwedstrijd (m) | 49e          | 5:46.37      |
| Rui Costa       | wegwedstrijd (m) | 13e          | 5:46.05      |
| Nelson Oliveira | wegwedstrijd (m) | 69e          | 5:46.37      |

### Zeilen
| Olympiër                                  | Onderdeel        | Resultaat | Prestatie                                             |
| ----------------------------------------- | ---------------- | --------- | ----------------------------------------------------- |
| João Rodrigues                            | RS:X (m)         | 14e       | 132 punten: (20-16-9-11-23-7-25-22-20-3)              |
| Gustavo Lima                              | laser (m)        | 22e       | 173 punten: (21-24-27-35-13-18-3-20-34-13)            |
| Álvaro Marinho Miguel Nunes               | 470 (m)          | 8e        | 93 punten: (12-2-16-15-11-7-17-3-10-28-10)            |
| Afonso Domingos Frederico Melo            | star klasse (m)  | 15e       | 108 punten: (14-15-15-16-9-10-7-14-10-14)             |
|                                           |                  |           |                                                       |
| Carolina Mendelblatt                      | RS:X (v)         | DNS       | niet gestart                                          |
| Sara Carmo                                | laser radial (v) | 28e       | 222 punten: (32-22-17-20-27-20-32-38-28-24)           |
| Rita Gonçalves Mariana Lobato Diana Neves | elliot 6m (v)    | 11e       |                                                       |
|                                           |                  |           |                                                       |
| Francisco Andrade Bernardo Freitas        | 49er             | 8e        | 134 punten: (7-2-10-9-10-6-13-5-8-12-9-10-5-14-15-14) |

### Zwemmen
| Olympiër           | Onderdeel            | Resultaat | Prestatie                    |
| ------------------ | -------------------- | --------- | ---------------------------- |
| Tiago Venâncio     | 200m vrije slag (m)  | 34e       | serie 3: 7de in 1.52,36      |
| Pedro Oliveira     | 200m rugslag (m)     | 20e       | serie 2: 2de in 1.58,83 (NR) |
| Carlos Almeida     | 100m schoolslag (m)  | 25e       | serie 3: 3de in 1.01,40      |
| Simão Morgado      | 100m vlinderslag (m) | 32e       | serie 3: 8ste in 53,23       |
| Pedro Oliveira     | 200m vlinderslag (m) | 22e       | serie 2: 1ste in 1.58,45     |
| Diogo Carvalho     | 200m wisselslag (m)  | 18e       | serie 3: 5de in 2.00,40      |
| Diogo Carvalho     | 400m wisselslag (m)  | 26e       | serie 2: 4de in 4.23,06      |
| Arseniy Lavrentyev | 10km open water (m)  | 19e       | 1:51.37,2                    |
|                    |                      |           |                              |
| Ana Rodrigues      | 100m schoolslag (v)  | 35e       | serie 2: 5de in 1.10,62      |
| Sara Oliveira      | 100m vlinderslag (v) | 36e       | serie 3: 7de in 1.00,44      |
| Sara Oliveira      | 200m vlinderslag (v) | 24e       | serie 1: 3de in 2.11,54      |